# Torneo de Stuttgart 2013
El MercedesCup 2013 es un torneo de tenis jugado en tierra batida al aire libre. Esta fue la 36 ª edición del MercedesCup, y forma parte de la gira mundial ATP World Tour 2013 en la categoría ATP 250 series. Se llevó a cabo en Stuttgart, Alemania, del 6 de julio al 14 de julio de 2013.

## Cabezas de serie

### Individual
| Tenista               | Ranking | Preclasificada |
| Tommy Haas            | 13      | 1              |
| Philipp Kohlschreiber | 18      | 2              |
| Jérémy Chardy         | 25      | 3              |
| Benoît Paire          | 27      | 4              |
| Fabio Fognini         | 30      | 5              |
| Lukáš Rosol           | 35      | 6              |
| Martin Kližan         | 36      | 7              |
| Ernests Gulbis        | 39      | 8              |

### Dobles
| Tenista                             | Ranking | Preclasificada |
| Marcel Granollers Marc López        | 7       | 1              |
| Julian Knowle Marcelo Melo          | 46      | 2              |
| Mariusz Fyrstenberg Michal Mertiňák | 73      | 3              |
| Andre Begemann Martin Emmrich       | 87      | 4              |

## Campeones

### Individual masculino
Fabio Fognini venció a  Philipp Kohlschreiber por 5-7, 6-4, 6-4

### Dobles masculino
Facundo Bagnis /  Thomaz Bellucci vencieron a  Tomasz Bednarek /  Mateusz Kowalczyk por 2-6, 6-4, 11-9